# Licia Colò
Licia Colò (Vérone, 7 juillet 1962) est une animatrice de la télévision italienne.

## Biographie
Licia Colò a commencé sa carrière à la télévision en 1982, en présentant ou en concevant plusieurs programmes, soit pour la Rai, soit pour les réseaux Mediaset, les émissions populaires Bim Bum Bam, Festivalbar et Buona Domenica, toutes trois, aujourd'hui, des émissions phare des télévisions privées, mais aussi L’Arche de Noé et La Compagnie des voyageurs, qui, déjà, annonçaient sa passion pour les voyages.
À partir de 1996, Licia Colò travaille pour la Rai et a dirigé sur Rai Tre les documentaires très connus  Geo & Geo, King Kong et La Planète des merveilles.
Mais sa notoriété dans le show-business est profondément attachée à Au Bord du Kilimandjaro, série qui a déjà 9 saisons et qui continue sur son succès, émission vedette des dimanches après-midi sur la Rai Tre. De ces shows, sont issus deux livres de voyage (En rêvant du Kilimandjaro… 15 itinéraires autour du monde en 2001 et Le Tour du monde en 80 pays en 2004, tous édités par les éditions ERI), inspirés par ses voyages dans pratiquement les cinq continents. Elle dirige en outre, Cominciamo Bene Animali e Animali, diffusée quotidiennement sur le troisième canal de la Rai.
La presse italienne s’est intéressée à Licia Colò à la suite de l'émission Au Bord du Kilimandjaro du 25 février 2007 au cours de laquelle la sexologue égyptienne Heba Kotb (en) a affirmé que les homosexuels seraient des malades qui doivent être soignés. Licia Colò a défendu et a soutenu l’opinion discriminatoire et non scientifique de la sexologue, déchaînant les protestations des téléspectateurs et des associations de défense des droits des homosexuels.

## Filmographie
- 1989 : La casa delle anime erranti d'Umberto Lenzi

## Sources
- (it) Cet article est partiellement ou en totalité issu de l’article de Wikipédia en italien intitulé « Licia Colò » (voir la liste des auteurs).